# Liste der Monuments historiques in Juvardeil
Die Liste der Monuments historiques in Juvardeil führt die Monuments historiques in der französischen Gemeinde Juvardeil auf.

## Liste der Bauwerke
| Bezeichnung                     | Beschreibung                       | Standort | Kennzeichnung | Schutzstatus | Datum | Bild |
| ------------------------------- | ---------------------------------- | -------- | ------------- | ------------ | ----- | ---- |
| Château de la Cour de Cellières | Schloss, erbaut im 18. Jahrhundert | (Lage)   | PA00109144    | Inscrit      | 1977  |      |

## Liste der Objekte
- Monuments historiques (Objekte) in Juvardeil in der Base Palissy des französischen Kultusministeriums (mit Foto)